# Sông Thín Coóng
Sông Thín Coóng (còn gọi là sông Tràng Vinh), có chiều dài trên 20 km, bắt nguồn từ các đỉnh núi cao 713, 546, 866, chảy qua hồ Tràng Vinh, thuộc địa phận thành phố Móng Cái, tỉnh Quảng Ninh, rồi đổ ra Biển Đông.